# Шигина, Нина Николаевна
Нина Николаевна Шигина — российский лингвист, преподаватель албанского языка. Выпускница филологического факультета МГУ. Составитель и переводчик сборника рассказов албанских писателей (М.: Издательство иностранной литературы, 1960). В 1975 г. Шигина защитила кандидатскую диссертацию «Выражение прошедшего времени в современном албанском литературном языке: аорист, имперфект, перфект». Эта работа стала первым исследованием сложных для восприятия иностранцами форм прошедшего времени албанского языка, написанным с точки зрения носителя иной языковой культуры.
С 1961 г., после разрыва дипломатических отношений между СССР и Албанией, в результате которого албанские преподаватели покинули страну, вела в МГИМО занятия у группы студентов албанского (основного) языка, в которой учились представители Литвы, Туркмении и Узбекистана. 1966 г. начали открываться группы основного албанского языка по заказам министерств иностранных дел соцстран. К распаду СССР в МГИМО были выпущены 15 групп албанского языка.

## Основные труды
- Шигина Н. Н. Учебное пособие по албанскому языку. — М.: МГИМО, 1987. — 356 с.